# Columbuskrab
De columbuskrab (Planes minutus) is een kleine krab uit de familie Grapsidae, die zeer zelden aanspoelt op de Belgische en de Nederlandse kust.

## Anatomie
De columbuskrab heeft een licht convexe, vierkantige en gladde carapax, waarvan de breedte maximaal 20 mm bedraagt. Het krabbetje heeft relatief grote ogen. De schaarpoten zijn sterk ontwikkeld en gelijk van grootte. De looppoten (pereopoden) zijn afgeplat en dragen talrijke setae aan de rand. De kleur van de columbuskrab is aangepast aan het substraat waarop ze leven. Dit gaat van licht geelgroen tot donkerbruin en is vaak gemarmerd.

## Verspreiding en ecologie
De columbuskrab is een Atlantische soort, voorkomend tussen 11° en 52° noorderbreedte.
De krab leeft in de pelagische zone en komt voor op allerlei drijvend materiaal. Hij is voornamelijk gekend als vertegenwoordiger van de Sargassumwiergemeenschap. De krabbetjes worden ook vaak aangetroffen tussen eendenmosselen.
Er zijn geen gegevens beschikbaar over de voedingsgewoonten van de columbuskrab.